# Styl czarnofigurowy

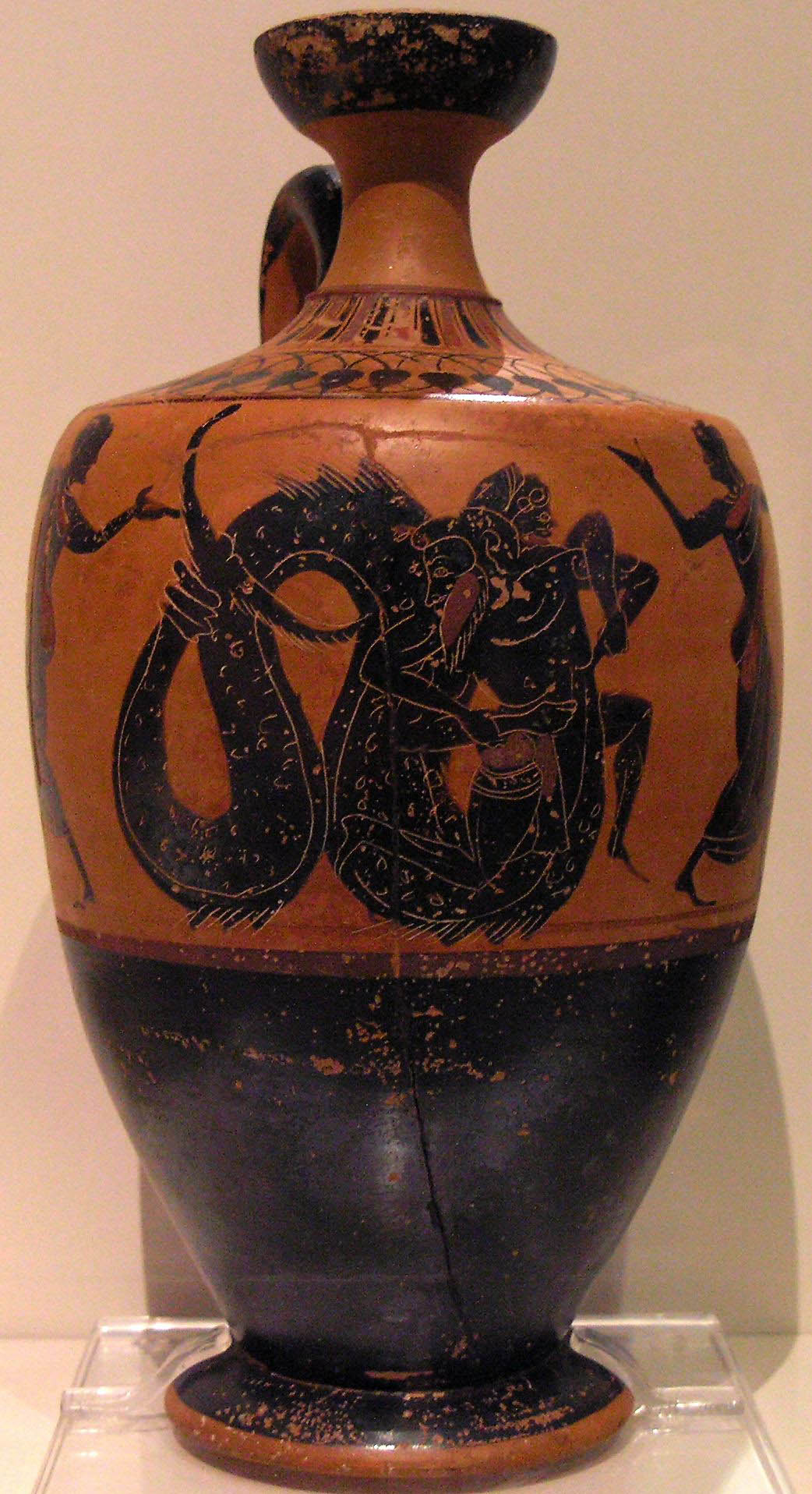
Lekyt przedstawiający Heraklesa walczącego z Trytonem (ok. 530 p.n.e., Państwowe Muzeum Archeologiczne w Atenach)

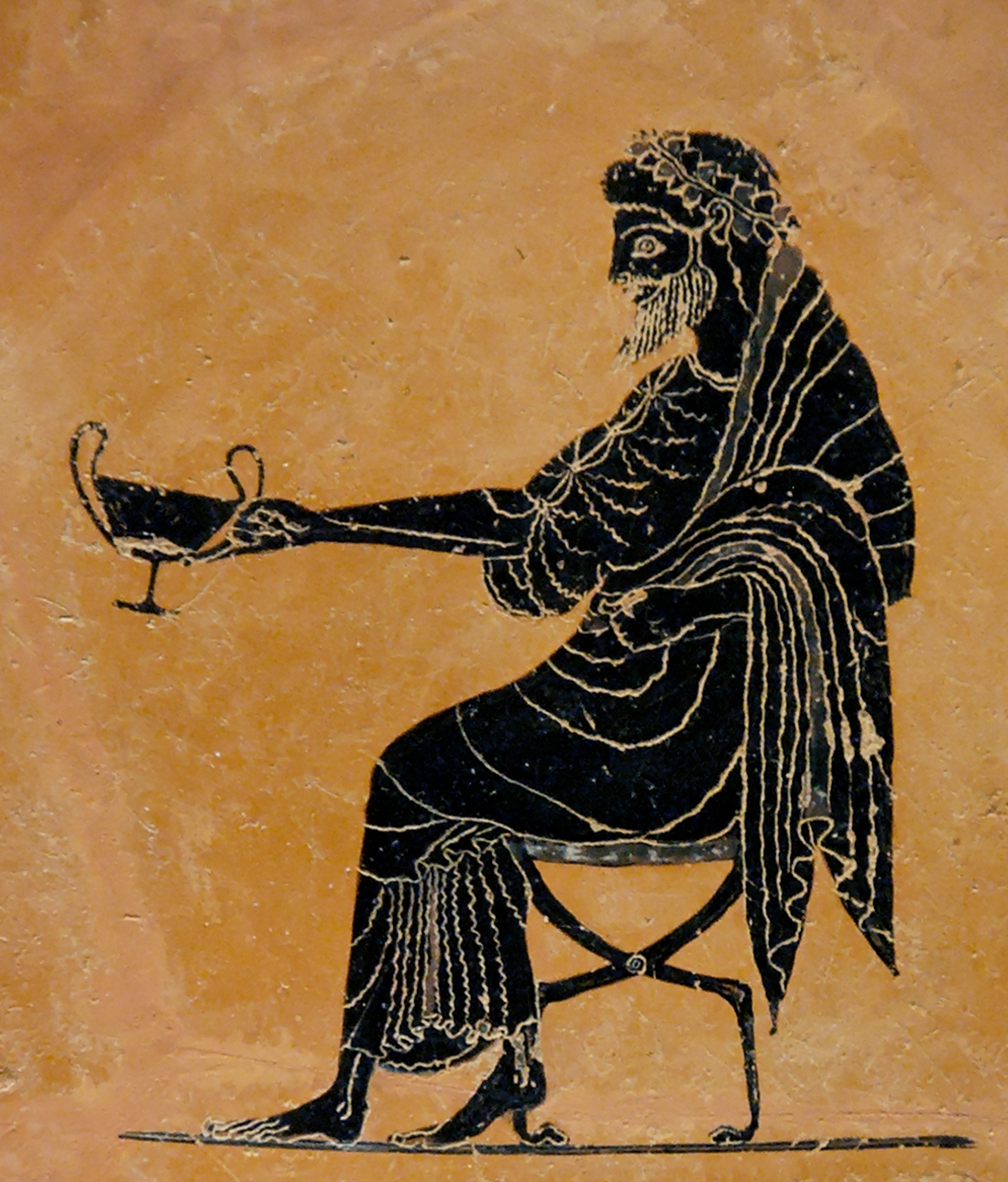
Fragment czarnofigurowego naczynia przedstawiającego Dionizosa (ok. 520–500 p.n.e., British Museum)

Styl czarnofigurowy (technika czarnofigurowa, malarstwo czarnofigurowe) – stosowany w starożytnej Grecji sposób zdobienia naczyń ceramicznych.
Technika ta polegała na użyciu firnisu. Artysta malował nim postaci i przedmioty, które po wypalaniu nabierały czarnego koloru, a reszta naczynia – czerwonego.
Styl ten powstał najprawdopodobniej w Koryncie w VII/VI wieku p.n.e.
Cechy:
- użycie dwóch barw: czarnej i czerwonej;
- skromne dekoracje;
- przejrzysta kompozycja (na czerwonym tle widnieją czarne sylwetki);
- zdobienia przedstawiające bogów i herosów, sceny mityczne i biesiadne.

## Technika wyrobu waz białofigurowych i zielonofigurowych
Po wielu dziesiątkach lat bezowocnych poszukiwań dopiero w latach 30. i 40. XX wieku udało się rozwiązać zagadkę wyrobu waz w stylu białofigurowych i zielonofigurowym. W toku doświadczeń okazało się, że sekret czerni i połysku polega przede wszystkim na umiejętnym regulowaniu płomieni i dopływu tlenu do pieca garncarskiego w momencie wypalania naczyń. Ustalono, że barwy, zarówno zielonej, jak i białej, wazy nabywały dopiero w piecu garncarskim dzięki zachodzącym w czasie wypalania procesom chemicznym. Analizy wykazały, że połyskująca biel, charakterystyczna dla dekoracji waz greckich, uzyskiwana była drogą odpowiedniego wypalania przez stosowanie specjalnie preparowanej glinki (peptyzowanej) o niezwykle drobnych i delikatnych cząsteczkach i dużej zawartości tlenku żelaza.
Dość prawdopodobnym jest fakt, że Grecy obserwowali przez okienko w piecu połysk płomienia, który odgrywał ogromną rolę w całym procesie. Ogólnie można powiedzieć, że wypalanie naczyń było sprawą dość skomplikowaną i delikatną. W początkowej fazie dopuszczano do pieca duży dopływ tlenu, następnie, aby otrzymać piękną czerń, trzeba było dokonać redukcji tlenu. W tym celu nie tylko zmniejszano jego dopływ, lecz również dorzucano jako paliwa mokrego drewna.

## Czas przemian – attyckie malarstwo wazowe (600–570 p.n.e.)
Przełom VII i VI wieku p.n.e. był w Atenach czasem wielkiego rozwoju sztuki garncarskiej. Uwidoczniło się to nie tylko wzrostem produkcji, ale i wysokim poziomem artystycznym. Ceramika attycka dość szybko podbiła rynki i wyparła tym samym dominujący Korynt.
Prekursorem tego rozkwitu był Malarz Nessosa. Kontynuatorami jego zasad zdobnictwa była grupa zgromadzona wokół najbardziej znanego Malarza Gorgony. Dekorowali oni naczynia scenami mitologicznymi lub obrazami, ukazującymi postacie ludzi. Pojawiały się także fryzy zwierzęce, których celem było wzbogacenie dekoracyjności. Jedną z najbardziej znanych waz tego stylu był wielki dinos przedstawiający mit Gorgony. Ustawiony na specjalnej nóżce, która była ozdobiona fryzami zwierzęcymi. Całość jest przykładem kompozycji wielu figur przeplatanych ozdobnymi rozetami. Malarz Gorgony zdobił także naczynia tylko jedną pojedynczą figurą zwierzęcia, świadczy to niewątpliwie o wszechstronności tego artysty.
Czołowym artystą drugiego i trzeciego dziesięciolecia VI wieku p.n.e. był Sofilos, malarz, garncarz, pierwszy, którego imię znane jest z sygnatury. Jego ulubioną formą naczynia, na którym umieszczał swe rysunki, była amfora. Artysta przedstawiał zarówno fryzy zwierząt, jak i scenki mitologiczne. Scenki figuralne opatrzone są opisami, ułatwiającymi nieopatrzonym odbiorcom identyfikację każdej z postaci, świadczy to niestety o poziomie kulturalnym i wykształceniu Greków. Malarz najczęściej przedstawia sceny z wesela Peleusa z Tetydą, igrzyska na pogrzebie Patroklesa, czym niewątpliwie daje dowód na wielką popularność epopei Homera. Rysunki artysty są niezwykle realistyczne. W przedstawieniu igrzysk garncarz umieszcza towarzyszy broni zmarłego na trybunach, oglądają oni wyścigi zaprzężonych w konie rydwanów. Mistrzostwo wykonania pędzących koni może świadczyć o częstym oglądaniu przez artystę tych zwierząt. Sofilos wprowadził do malarstwa attyckiego zdobycze techniczne malarzy korynckich, od których zapewne uczył się rzemiosła. Wprowadził linię rytą w modelunku nagich partii ciał męskich oraz kolor biały przy przyozdabianiu szat kobiecych, barwy czerwonej przy malowaniu ich odkrytych partii ciał, a przede wszystkim twarzy.
Innym współczesnym uczniem Malarza Gorgony był Malarz Keramejkosa. Jest on chyba już jednym z ostatnich artystów zdobiących swoje wazy dwoma fryzami zwierząt lub przedstawieniami łączonymi, czyli na przykład górnym malunkiem scenki mitologicznej i dolnymi zwierzęcymi, lub pojedynczą postacią z mitologii otoczonej na przykład przez skrzydlate lwy.
Malarzami nieco młodszymi od Malarza Gorgony, ale wyznającymi dość podobne zasady kompozycji, była dość liczna tzw. Grupa Komastów (ok. 585–570 p.n.e.). Dziś historycy wyróżniają spośród nich dwóch, uznając ich za przywódców. Byli to Malarz KX i Malarz KK. Stworzyli oni naczynia z wesołymi rysunkami, scenami biesiadnymi, jak również scenami mitologicznymi takimi jak Tetyda, która wręcza zbroję Achillesowi.

## Malarstwo attyckie (570–550 p.n.e.)
Sofilosa można nazwać wzorem i mistrzem przyszłych pokoleń. Jego dzieła stały się inspiracją dla wielu późniejszych kierunków, które rozwinęły się w malarstwie wazowym.
Najlepszym uczniem i następcą mistrza był Klitias. Jego największym zachowanym dziełem jest krater François. Artysta dekorował go pasami wypełnionymi scenami mitologicznymi, oraz u podnóża pasem z przedstawieniami zwierząt, lwami atakującymi słabsze zwierzęta, nowatorskim tematem w malarstwie attyckim. Walka zwierząt umieszczona jest po obu stronach gryfów i sfinksów otaczających motyw roślinny. Sceny mitologiczne kompozycją podobne są do tych przedstawianych na wazach korynckich. Ukazują one polowanie na dzika kaledońskiego, Tezeusza wiodącego taniec zwycięstwa, igrzyska konne uświetniające pogrzeb Patroklesa (patrz Sofilos), bitwę Lapitów z centaurami, pochód zaślubinowy Peleusa, wraz z nim samym i przyszłą małżonką Tetydą, pościg Achillesa za Troliosem, synem Priama, a dalej uciekającą jego siostrę, której naprzeciw wyszli Hektor i Polites, jak również stojącego u bram miasta Troi Antenora. Scenę kończy siedzący na tronie zadumany Priam. Drugą stronę tej sceny uświetnia jakże odmienne przedstawienie korowodu towarzyszącego Hefajstosowi, na czele którego stoi Dionizos. Ciekawa jest również dekoracja stopy naczynia, na której artysta umieścił sceny walki Pigmejów z żurawiami, uchwyty ukazujące przy wlewie Gorgonę, dalej Artemidę trzymającą panterę i łanię, oraz Ajaksa niosącego ciało zabitego Achillesa. To dzieło sztuki przedstawiające taki ogrom scen powstało dzięki mistrzostwu Klitiasa. Widać w tym dziele wpływy Malarza Gorgony i Sofilosa, od którego przejął biały kolor wypełniający ciała kobiet. Odnalezione przez A. François, wystawione w muzeum we Florencji, dzieło zostało zniszczone przez tamtejszego dozorcę i później odrestaurowane.
Godnym następcą Klitiasa stał się Eksekias.

## Malarstwo wazowe attyckie (560–540 p.n.e.)

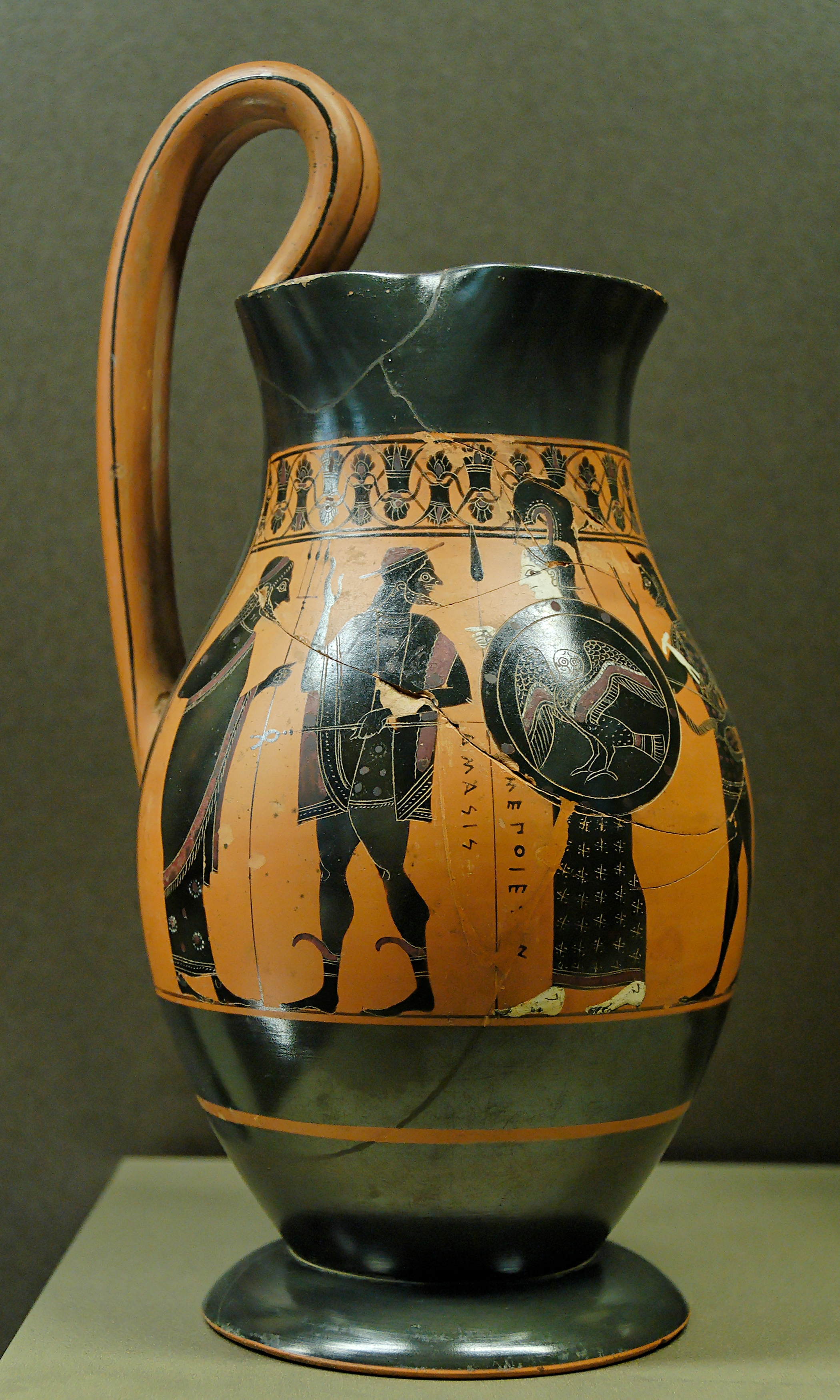
Amazis – naczynie w stylu czarnofigurowym przedstawiające Heraklesa, Posejdona i Atenę (ok. 550–530 p.n.e., Luwr)

Jest to okres działalności trzech wybitnych artystów o bardzo odmiennych warsztatach. Należeli do nich wspomniany już Eksekias, oraz Amasis i Lidos.
Eksekias był, jak się przypuszcza, największym rywalem i zarazem przeciwieństwem Amasisa. Oprócz indywidualizmu da się w jego dziełach dostrzec nawiązania do tradycji Nearchosa i Klitiasa. Był mistrzem kompozycji, która wiązała się z kształtem malowanego naczynia i polem przeznaczonym do dekoracji. Eksekias był autorem przedstawienia dwóch bohaterów Iliady – Achillesa i Ajaksa, grających w kości, na którego podstawie można ukazać walory artysty. Obraz zamknięty w zwężającej się ku górze metopie doskonale się dostosowuje do krzywizny amfory. Pochylenie pleców obu postaci jest odwzorowaniem obłości naczynia. Pomiędzy dłońmi obu graczy przebiega oś kompozycji, która jest zarazem osią symetrii naczynia. Inną wazą równie dobrze pokazującą doskonałość Eksekiasa jest wnętrze czary wypełnione przedstawieniem statku. Kompozycję zamyka winna latorośl, która łączy się z masztem okrętu, tworząc w ten sposób całość. Zarówno gałęzie latorośli, jak i maszt wygięte są w łuk powtarzający krzywiznę naczynia. Łódź natomiast wygięta jest w przeciwnym kierunku, oddając kształt przeciwległego brzegu. Eksekias przedstawia postacie ludzkie w sposób dający im godność, nie zapominając zarazem o pewnej swobodzie w gestach, które są naturalne, mimo iż sylwetki o nieco wydłużonych proporcjach pokazane są z profilu. Twarze postaci przedstawionych przez Eksekiasa odznaczają się spiczastym nosem i wyraźnie zaznaczonymi ustami oraz okiem przedstawionym zgodnie z ówczesnym kanonem en face. Ten sposób przedstawienia utrzymał się do połowy V wieku.
Przedstawienia wspomnianego już wyżej Amasisa wyróżniały się harmonią pomiędzy kształtem wazy a dekoracją oraz wyważonym dopełnieniem całości przez dodanie dekoracji roślinnych i linearnych. Ulubionym tematem Amasisa był korowód dionizyjski i jego radosny nastrój. Nastrój ten pojawia się również w innych obrazkach, których tematykę artysta zaczerpnął z życia, a więc scenką z tłoczenia wina, orszakiem weselnym, kobiety w warsztacie tkackim. Jego obrazy są bardzo dynamiczne, pełne żywych gestów postaci. Artysta chętnie przedstawiał ruch, wprowadzając jednocześnie dość mało już popularny motyw uskrzydlonych zwierząt. Ostatnie lata aktywności Amasisa wiążą się ze zmianą techniki i przejściem na styl czerwonofigurowy.
Ostatni z trójki, Lidos, nie był wirtuozem, a wykonane przez niego wazy prezentowały różny poziom artystyczny. Jego twórczość wiąże się z wpływami korynckimi i chyba jako ostatni na swoich naczyniach ukazywał zwierzęta. Lidos posiadał jednak niezwykłą cechę: łatwo przerzucał się z dekoracji naczyń dużych do miniaturowych malowideł. Malarz malował posługując się kreską i kolorem, a jego kunszt widoczny jest w przedstawieniach długich korowodów bogów i ludzi, gigantomachii, a także zwierząt.
Artyści tacy jak Lidos, Amasis i Eksekias wytwarzali wazy o różnych kształtach, specjalizowali się jednak w dekoracji dużych amfor. Obok tej trójki należy wymienić Nikostensa, gdyż w jego warsztacie pojawili się jedni z pierwszych malarzy nowego czerwonofigurowego stylu, Epitet i Oltos.

## Amfory panatejskie

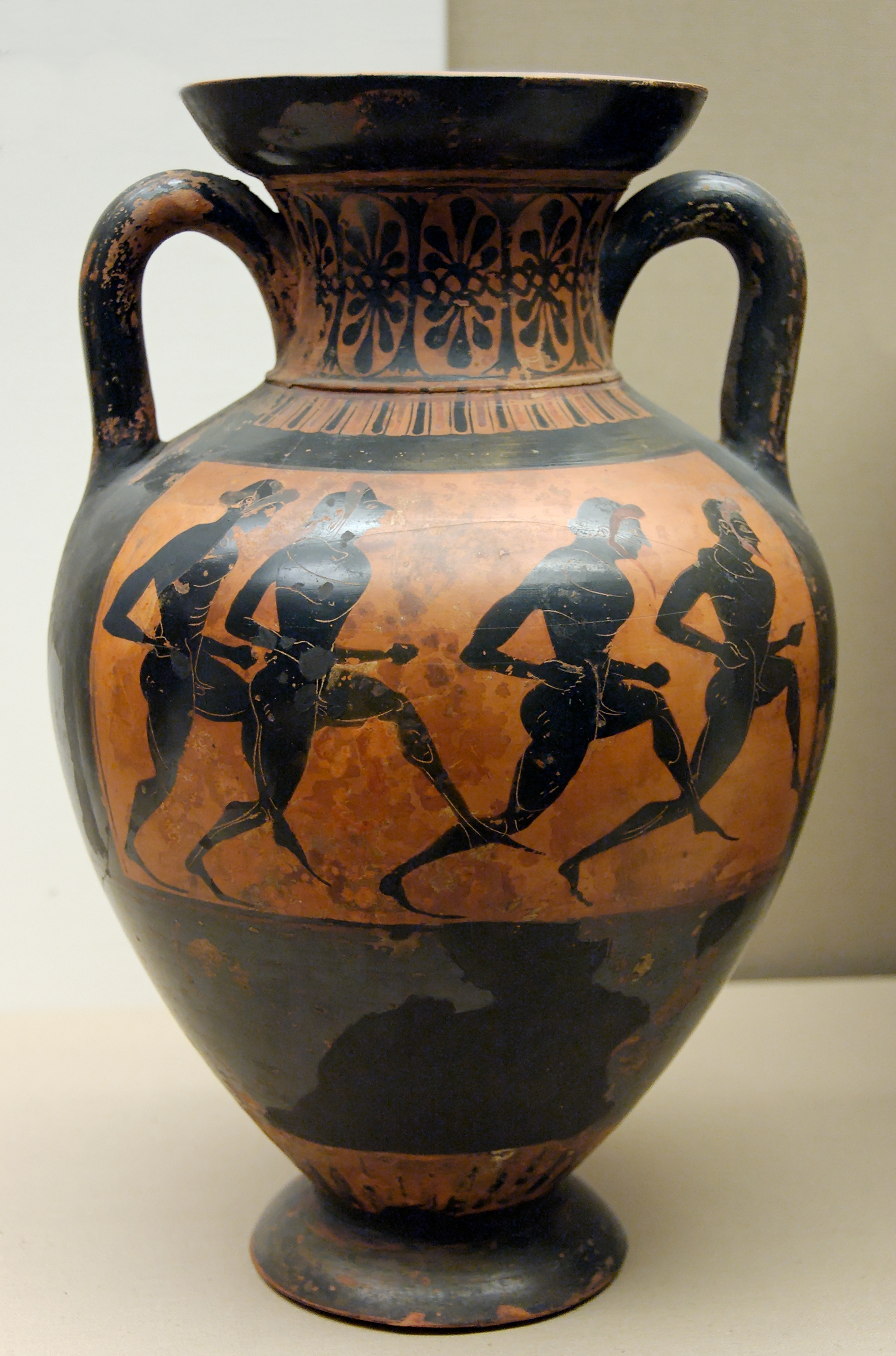
Czarnofigurowa amfora panatenajska (ok. 530–520 p.n.e., British Museum)

Osobnym zjawiskiem, występującym zarówno w okresie czarnofigurowym, jak i czerwonofigurowym, były amfory panatejskie. Były to naczynia przeznaczone na opakowanie nagrody dla zwycięskich atletów, uczestników igrzysk panatejskich. Wypełniała je cenna oliwa z wysokiej klasy oliwek. Wazy te były wykonywane wyłącznie techniką czarnofigurową, a zdobili je malarze ceramiki obu stylów, na przykład Malarz Euphiletosa, Lidos, Malarz Kleofradesa, Malarz Berliński. Wykonane dekoracje zawsze przedstawiały z jednej strony boginię Atenę, a z drugiej dyscyplinę sportową, za jaką przyznawana była nagroda.
Oliwa wraz z opakowaniem miały szczególny charakter. Były swoistym chwytem reklamowym, sławiącym ideę igrzysk panatejskich w świecie hellenistycznym, a jednocześnie, co prawdopodobnie było głównym motywem, doskonałość rolnictwa oraz rzemiosła attyckiego wśród nowych potencjalnych klientów. Z perspektywy badań archeologicznych daje się wnioskować, że chwyt reklamowy był dość skuteczny. Nagrody bardzo szybko zmieniały właściciela, spieniężane przez zwycięzców i wędrowały do przeróżnych części ówczesnego świata.